# Quick Stick
Quick Stick is een Nederlandse hockeyclub uit de Friese plaats Heerenveen.
De club werd opgericht op 1 september 1957 door Theo Bakker. Quick Stick speelt op Sportcomplex De Heide vlak naast de Spoorlijn Zwolle - Leeuwarden.
Het eerste herenteam speelt in het seizoen 2014/15 in de Derde klasse van de KNHB en het eerste damesteam in de Tweede klasse.